# Fentanyl
Fentanyl je superpotentní agonista μ-opioidních receptorů s krátkým biologickým poločasem. Patří do skupiny syntetických opioidů – derivátů 4-anilidopiperidinu. Používá se jako opioidní analgetikum (anodynum, prostředek zmírňující bolest). Je asi 100krát účinnější než morfin, ovšem s podstatně kratším účinkem (účinek sice nastupuje rychle, ovšem i rychle odeznívá). Vzhledem k nízké perorální biodostupnosti a vysoké lipofilitě se podává převážně parenterálně (v náplastech jako TTS). Další způsoby podání jsou: intravenózně (do žíly), sublingválně a bukálně (k rozpuštění pod jazykem/v sliznicí dutiny ústní) a intranasálně (v podobě nosního spreje).

## Historie
Fentanyl byl poprvé syntetizován belgickým chemikem Dr. Paulem Janssenem v roce 1959, jako výsledek strukturní modifikace molekuly pethidinu. Do praxe byl zaveden v šedesátých letech 20. století belgickou farmaceutickou společností Janssen Pharmaceutica jako intravenózní celkové anestetikum pod obchodním názvem Sublimaze.

## Mechanismus účinku
Fentanyl má receptorově specifický mechanismus účinku. V organizmu se váže především na μ-opioidní receptory, kde působí jako čistý agonista (k jiným typům opioidních receptorů má téměř zanedbatelnou afinitu). μ-Opioidní receptory jsou typu GPCR (receptory spřažené s G-proteinem) a po navázání fentanylu dochází ke spuštění celé kaskády intracelulárních dějů, které vyústí v snížení intracelulární koncentrace Ca2+ iontů, což inhibuje uvolňování neurotransmiterů z neuronů do synapse, čímž dochází k útlumu přenosu bolestivých podnětů. Tyto receptory mají své endogenní ligandy (ligandy vnitřního původu) – endorfiny, což jsou opioidní peptidy, které sehrávají důležitou úlohu při vzniku pocitů štěstí, odměny a útlumu náhlé kruté bolesti. Fentanyl jako exogenní (vnější) ligand vyvolává jak silnější aktivaci, tak i obsazení vyššího počtu těchto receptorů. Vazba na μ-opioidní receptory dopaminergních neuronů ventrální tegmentální oblasti (VTA) a Nucleus accumbens se považuje za příčinu vzniku euforie a silné psychické závislosti po delším podávání fentanylu (vzniká na principu rewardingu a reinforcementu). Aktivace opioidních receptorů v jiných částech CNS a těla je odpovědná za nežádoucí účinky jak fentanylu, tak i opioidů obecně. Vazba na receptory, lokalizované v centru pro zvracení (Area postrema) v prodloužené míše vyvolává nauzeu a zvracení, útlum dechového centra je způsoben snížením citlivosti na CO2 a aktivace opioidních receptorů ve střevech snižuje jejich motilitu – vyvolává zácpu.
Účinek fentanylu lze zvrátit podáním antagonistů opioidních receptorů. Nejčastěji se užívá naloxon intravenózně, který způsobí vymizení typických projevů intoxikace opioidy během několika minut. V minulosti se používal nalorfin, který byl opuštěn pro nízkou účinnost a vysoký výskyt nežádoucích účinků. Preventivně lze podat i naltrexon, který má tu výhodu, že působí i po perorálním podání (uplatňuje se v léčbě závislostí).
Charakteristickým znakem aplikace fentanylu (a opioidů obecně) je výrazná miosa (zúžení zornic), na kterou se nevyvíjí tolerance ani po dlouhodobém užívání opioidů.

## Použití

### V lékařství
Fentanyl má důležitou roli v anesteziologii a v léčbě bolesti. Podává se někdy před operací jako analgetikum a jako součást anestézie. Navíc tlumí nepříjemné pocity pacienta během operace – i člověk pod celkovou anestézií totiž někdy vnímá změny krevního tlaku a srdeční frekvenci ve chvílích, kdy je veden řez během chirurgických zákroků.
Dále je fentanyl používán jako jedno z nejsilnějších analgetik, například při některých typech nádorů, které vyvolávají silnou bolest, jež pacientům jinak zamezuje fungovat, jíst a spát. Často se aplikují formou náplastí či lízátek, což je velmi vhodné především ve chvíli, kdy jsou pacienti u konce svého života a chtějí odejít v klidu a obklopeni rodinou. Lízátka pomáhají tlumit především náhle se objevující, tzv. průlomovou bolest.
V těhotenství může poškodit plod.

### Zneužití

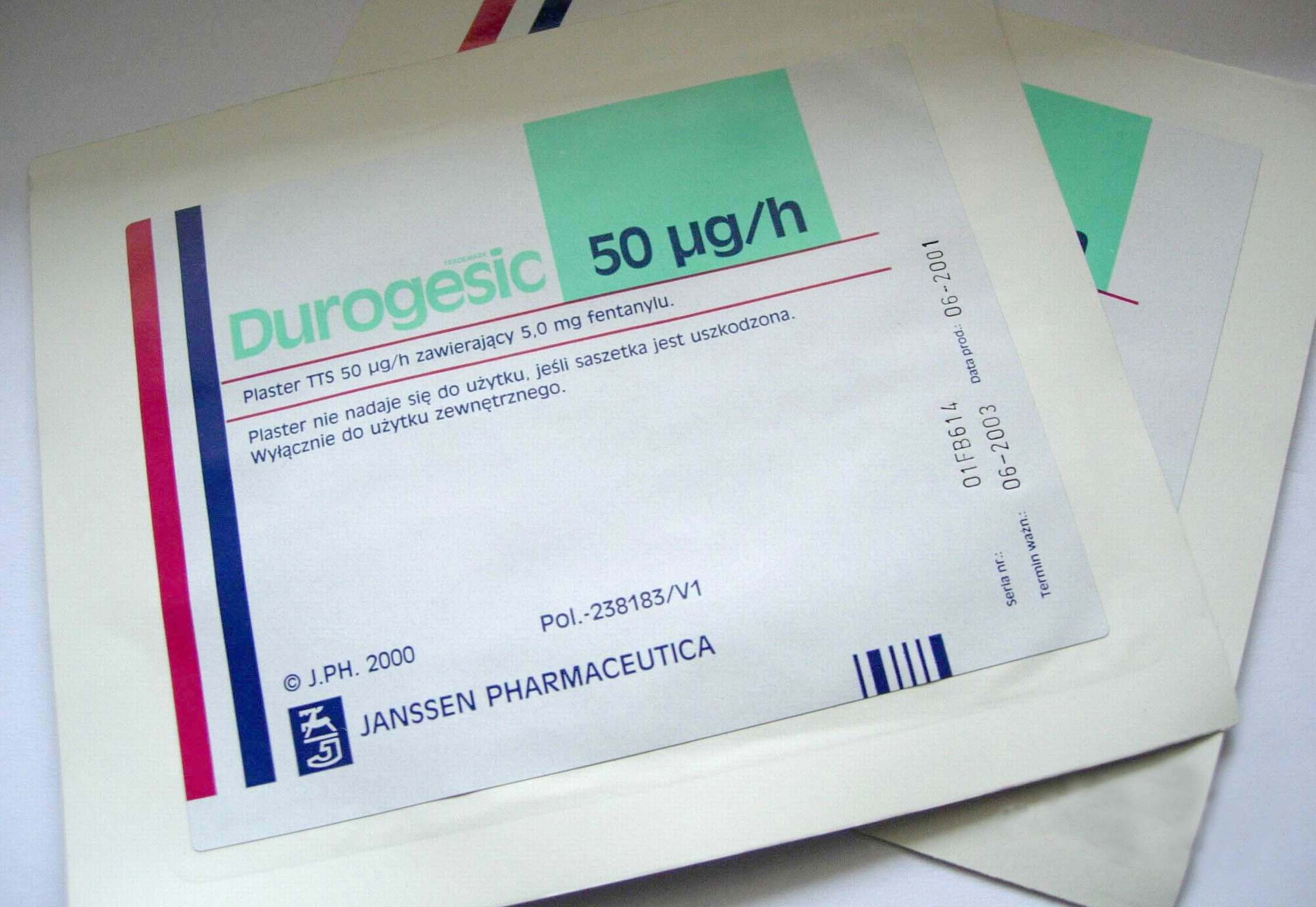
Náplasti Durogesic s obsahem fentanylu

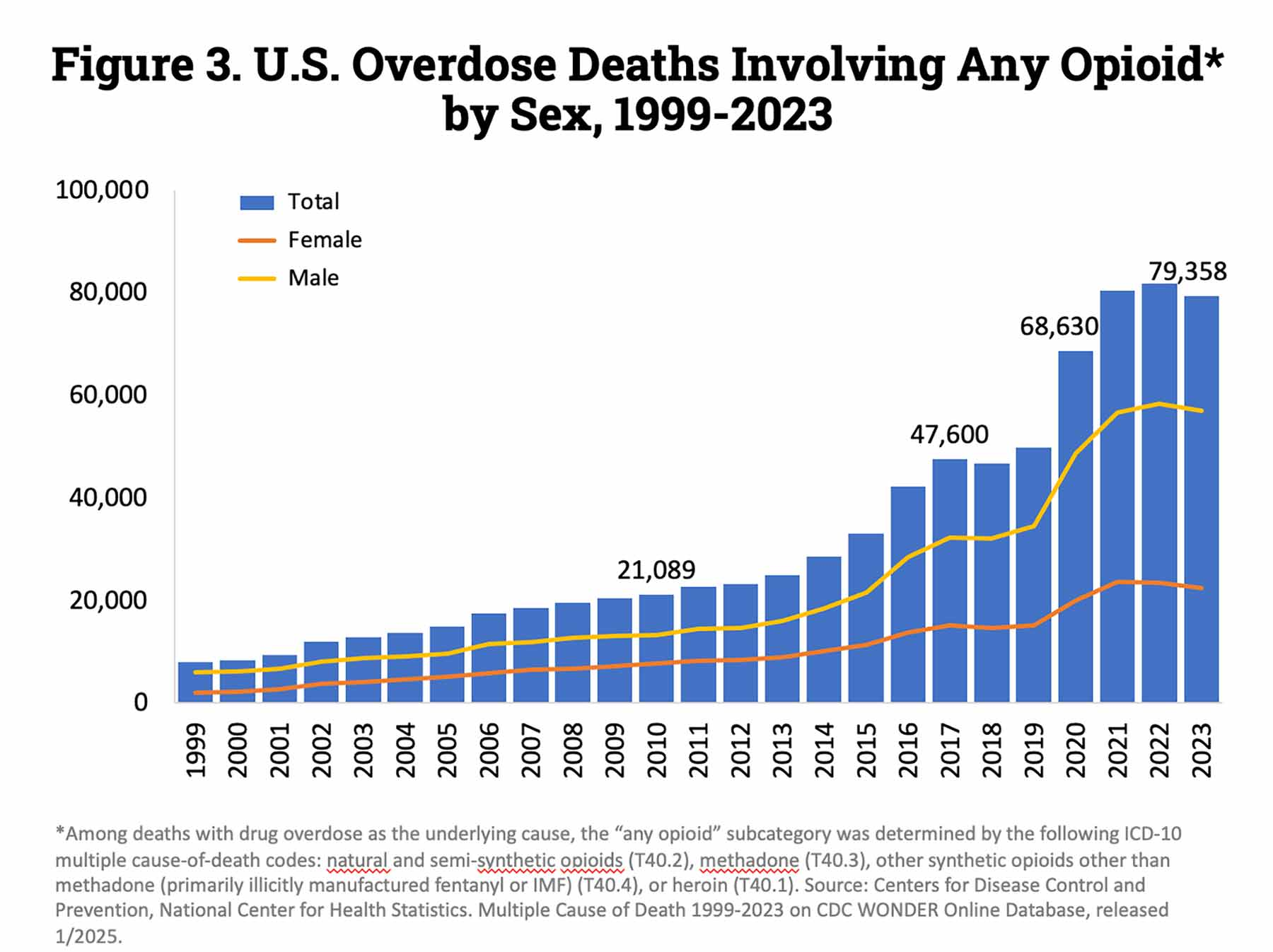
Statistika úmrtí během opioidové epidemie ve Spojených státech

Tyto látky jsou stále častěji zneužívány pro jejich omamné účinky jako drogy. Rizikovou skupinou je hlavně nemocniční personál, který má k fentanylu přístup a je seznámen s jeho účinky; udává se, že 2 % anesteziologů v USA fentanyl vyzkoušelo na sobě (rok 2004). V posledních letech je fentanyl na trhu drog častější. Díky velice podobným účinkům a velmi nízkým výrobním nákladům je zaměňován za heroin nebo s ním míchán. Vzhledem k tomu, že fentanyl má vyšší potenci než heroin, je záměna pro uživatele drogy životu nebezpečná. Fentanyl se také míchá s xylazinem.
Fentanyl je jedním z hlavních faktorů tzv. Opiátové epidemie sužující Spojené státy americké. Smrtelná dávka je už od 2 mg. První případy předávkování heroinem s příměsí fentanylu se objevily v Nové Anglii a Ohiu v roce 2013. Další formou zneužití je výroba falešných tablet opioidů na předpis (např. OxyContinu) s fentanylem namísto udávané účinné látky. První předávkování takovou tabletou bylo zaznamenáno v roce 2015 v San Franciscu. Většina čistého fentanylu pochází z Číny a do USA se dostává buď přímo v poštovních zásilkách, a nebo je pašován mexickými drogovými kartely přes jižní hranici.  Předávkování drogami je nejčastější příčinou smrti u osob mladších 50 let, fentanyl je nejčastější důvod smrti Američanů ve věku od 18 do 45 let. Během 12 měsíců před 31. lednem 2023 došlo ve Spojených státech k přibližně 109 600 úmrtím souvisejícím s předávkováním léky, umíralo tedy průměrně 300 lidí za den.
Po zneužití léků s obsahem fentanylu se může látka do těla vstřebat mnoha cestami – přes kůži náplastmi Durogesic (nevýhoda velmi pomalého nástupu účinku), přes ústní sliznici lízátka Actiq a tablety Fentora. Volné vstřebání látky v ústech se používá i u papírků napuštěných fentanylem a podobně jako heroin se fentanyl aplikuje nitrožilně a šňupe se.[zdroj?]
Závislost vzniká velmi rychle a z počáteční fáze psychické závislosti časem přechází do fáze závislosti fyzické. Při odvykání se dostavují abstinenční příznaky – zvracení, bolesti, průjem, rychlý puls, příznaky připomínající chřipku a nespavost.

### Bojová látka
Některé země zkoumaly fentanyl jakožto látku k možnému pacifikování davů. K vlastnostem diskutovaným pro použití v boji byl vyzdvihnut zejména analgetický efekt, efekt snížení reakční doby, zhoršené schopnosti rozhodování.
Nevýhodou fentanylu je jeho nízký terapeutický index (rozdíl mezi smrtelnou a účinnou dávkou) a taky to, že jej nelze za běžných podmínek převést do plynného stavu (může se užít pouze ve formě kapalného nebo pevného aerosolu).

#### Útok na divadlo v Moskvě
Dne 23. října 2002 čečenská skupina vedená Movsarem Bajarevem obsadila Moskevské divadlo Na Dubrovce. Skupina asi padesáti ozbrojenců vtrhla v sedm hodin v podvečer na scénu druhého dějství muzikálu Nord-Ost a začala v Moskevském divadle instalovat výbušniny. Podmínkou propuštění rukojmí bylo okamžité zastavení válečného konfliktu vedeného mezi Ruskem a Čečenskem.
Zprvu úspěšné a klidné vyjednávání bylo vystřídáno postupnou eskalací napětí, jež zhruba po padesáti hodinách vyústilo v popravu (nebo náhodné zastřelení) dvou rukojmí a následnou protiakci ruských vládních jednotek. Dne 26. října v pět hodin ráno byl do budovy divadla vpuštěn nespecifikovaný plyn (později prokázaný z moči a šatů zasažených jako pravděpodobný derivát fentanylu), jež měl včasným uspáním zabránit Čečencům v odpálení náloží. Rukojmí a ozbrojenci byli údajně před odčerpáním plynu vystaveni jeho působení po dobu půl hodiny. Ve stejnou dobu započal konvenční útok zásahové jednotky ALFA. Podle pozdějších záběrů komerčních vysílacích štábů byli lidé zastřeleni už ve stavu bezvědomí. Plyn tedy byl účinný.
Organizátoři zásahu zřejmě počítali s tím, že rukojmí po krátkém spánku vyjdou z divadla svépomocí. S hlubokým kómatem většiny rukojmích patrně nepočítali a rozhodně na tuto situaci nebyli připravení. Povolali proto na pomoc i civilní sanitky a využili dokonce i autobusů hromadné dopravy k převozu rukojmích do nemocnic. Lékařům však zatajili název plynu, jímž na divadlo zaútočili. Doktoři ošetřující rukojmí tudíž museli ztrácet čas zbytečným experimentováním. Někteří dokonce při zprávách o útocích otravným plynem okamžitě předpokládali, že byly použity organofosfáty, a tak zasaženým aplikovali velké dávky atropinu, přitom je účinným antidotem fentanylu naloxon, který je v nemocnicích běžně k dostání.
Kromě 50 Čečenců tedy tato akce stála život také 150 rukojmích, z nichž 145 zabil prokazatelně plyn. Aspektů, jež tak vysoké ztráty v řadách rukojmí zavinily, je diskutováno několik. Zvažuje se psychická i fyzická únava rukojmí, stres, příliš dlouhé a příliš koncentrované působení látky, aditivní efekt vydýchaného oxidu uhličitého v nevětraných prostorech divadla, nedostatek okamžitého lékařského zabezpečení, prokazatelně zanedbaná prvotní péče o rukojmí přímo v divadle či neinformovanost zasahujících a lékařů.

## Deriváty fentanylu
- Alfentanil – v lékařství je vzhledem k rychlému nástupu účinnosti (max. účinek přichází do 1–2 min) a krátké době působení používán k anestézii při ambulantních zákrocích.
- Sufentanil – je velice silné analgetikum používající se např. při operacích srdečního svalu nebo u „bezbolestných“ porodů – aplikace do míšních obalů je pro novorozence bezpečná
- Remifentanil – velmi krátce působící analgetikum
- Karfentanil – používá se ve veterinární praxi, uspávání zvířat např. při transportu